# Högseröd
Högseröd är en kyrkby i Högseröds socken i Eslövs kommun i Skåne län, belägen nordost om Löberöd och sydväst om Hörby.
Högseröds kyrka ligger här.